# Mimemodes laticeps
Mimemodes laticeps es una especie de coleóptero de la familia Monotomidae.

## Distribución geográfica
Habita en Queensland (Australia).